# Farino
Farino és un municipi francès, situat a la col·lectivitat d'ultramar de Nova Caledònia. El 2009 tenia 598 habitants. El pic culminant és el Pic Vincent (850 m). Com el seu veí Sarraméa no té sortida al mar, és el segon més petit i el menys poblat de l'illa.

## Evolució demogràfica
| Població de Farino (1956-2009) | Població de Farino (1956-2009) | Població de Farino (1956-2009) | Població de Farino (1956-2009) | Població de Farino (1956-2009) | Població de Farino (1956-2009) | Població de Farino (1956-2009) | Població de Farino (1956-2009) | Població de Farino (1956-2009) | Població de Farino (1956-2009) |
| ------------------------------ | ------------------------------ | ------------------------------ | ------------------------------ | ------------------------------ | ------------------------------ | ------------------------------ | ------------------------------ | ------------------------------ | ------------------------------ |
| Població                       | 142                            | 172                            | 161                            | 194                            | 253                            | 237                            | 279                            | 459                            | 598                            |
| Any                            | 1956                           | 1963                           | 1969                           | 1976                           | 1983                           | 1989                           | 1996                           | 2004                           | 2009                           |

## Composició ètnica
- Europeus 76%
- Canacs 9,3%
- Polinèsics 12,2%
- Altres, 2,5%

## Història
Aquest municipi es va formar majoritàriament amb pioners de Còrsega, conreadors professionals de cafè, presents a Nova Caledònia des del segle xix. El nom Farino ve de Farinole un municipi de l'Alta Còrsega. A la vila hi nasqué l'escriptor Jean Mariotti, d'origen cors i que ha esdevingut en la consciència col·lectiva com una referència intel·lectual.

## Administració
| Període   | Identitat       | Partit                    |
| --------- | --------------- | ------------------------- |
| 1961-2001 | Henri Mariotti  | Partit Nacional Caledonià |
| 2001-     | Ghislaine Arlie | Reagrupament-UMP          |